# Austrian Open Kitzbühel
Austrian Open Kitzbühel, oficiálně Generali Open, je profesionální tenisový turnaj mužů hraný v rakouském Kitzbühelu, který byl původně založen v roce 1894. V letech 1970–1989 se konal na okruhu Grand Prix, aby se v roce 1990 začlenil do nově vzniklého okruhu ATP Tour, organizovaného Asociací tenisových profesionálů. Mezi roky 2000–2008 patřil do zlaté série ATP International Series Gold. Od sezóny 2009 se řadí do kategorie ATP Tour 250.
Probíhá během července či srpna na otevřených antukových dvorcích v komplexu Tennis Stadium Kitzbühel, jenž leží v ulici Kapserfeld. Centrální stadion postavený v roce 1991 má kapacitu 6,4 tisíce diváků. Náklady na rekonstrukci do roku 2019 činily 5,2 milionu eur.
Do soutěže dvouhry nastupuje dvacet osm singlistů a čtyřhry se účastní šestnáct párů. V rámci otevřené éry vyhrál nejvyšší počet čtyř singlových trofejí Argentinec Guillermo Vilas.

## Historie
Antukový kitzbühelský turnaj byl hrán již od roku 1894 jako Austrian International Championships. Moderní tenisový turnaj pak vznikl po konci druhé světové války v roce 1949. Interní spor místních sportovních funkcionářů vyvrcholil na podzim 1956, kdy byl v Kitzbühelu založen nový tenisový klub a prezidentem zvolen Hans Zwerger. Do té doby turnaj organizovala tenisová sekce klubu kitzbühelských zimních sportů. Následný rychlý rozmach a zvýšení konkurence vedly k tomu, že rakouský tenisový svaz již v roce 1959 přiznal alpské události status mezinárodního mistrovství Rakouska.  

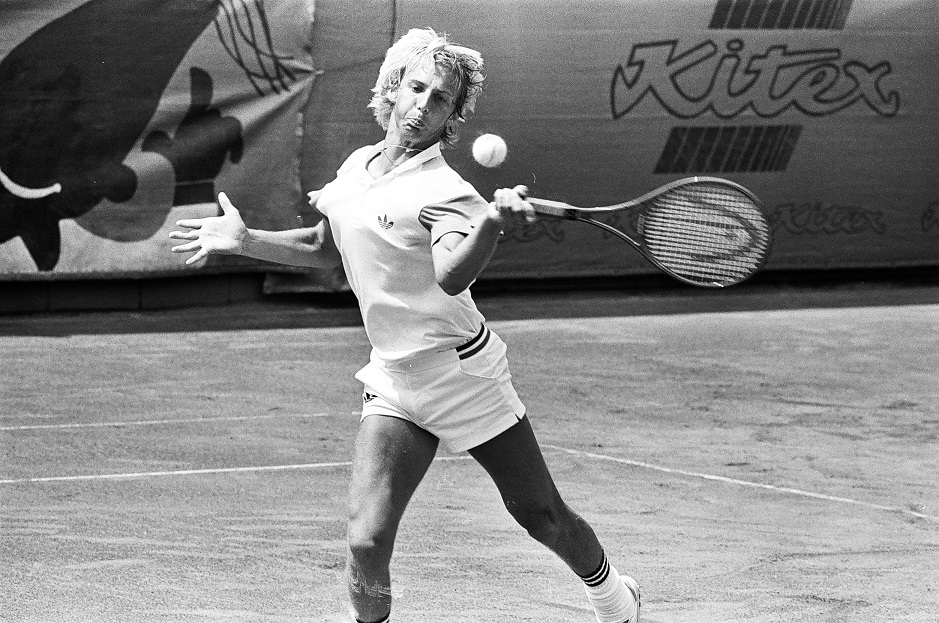
Rakušan Thomas Muster, vítěz 1993

Příchod otevřené éry vytvořil tlak na zvyšující se finanční náklady včetně odměn hráčů. V závěru roku 1970 se tak silným partnerem stal první rakouský výrobce tenisových raket HEAD, což v letech 1971–1993 odrážel název turnaje Head Cup. Jeho úvodní ročník 1971 disponoval prize money 25 tisíc dolarů. Od 70. let dvacátého století se událost etablovala jako součást okruhu Grand Prix. 
Se založením ATP Tour v roce 1990 byl turnaj začleněn do jeho kalendáře v rámci kategorie World Series. Kitzbühelský klub uzavřel roku 1991 pod vedením prezidenta Klause Lacknera a ředitele turnaje Hellmutha Dietera Küchenmeistera původně desetileté partnerství s rumunským podnikatelem Ionem Țiriacem. Hlavním sponzorem se roku 1994 stala pojišťovna Generali, která tuto funkci plnila třináct sezón. V roce 1997 pak pořadatelé navýšili odměny na 535 tisíc dolarů, což vedlo k vzestupu významu události. Od sezóny 1999 získali licenci na pořadatelství ve vyšší kategorii, zlaté sérii ATP International Series Gold. To se odrazilo i v dalším růstu finančních prémií na 700 tisíc dolarů v roce 2000 a 900 tisíc dolarů v sezóně 2002, rekordní částky v celé historii turnaje. 

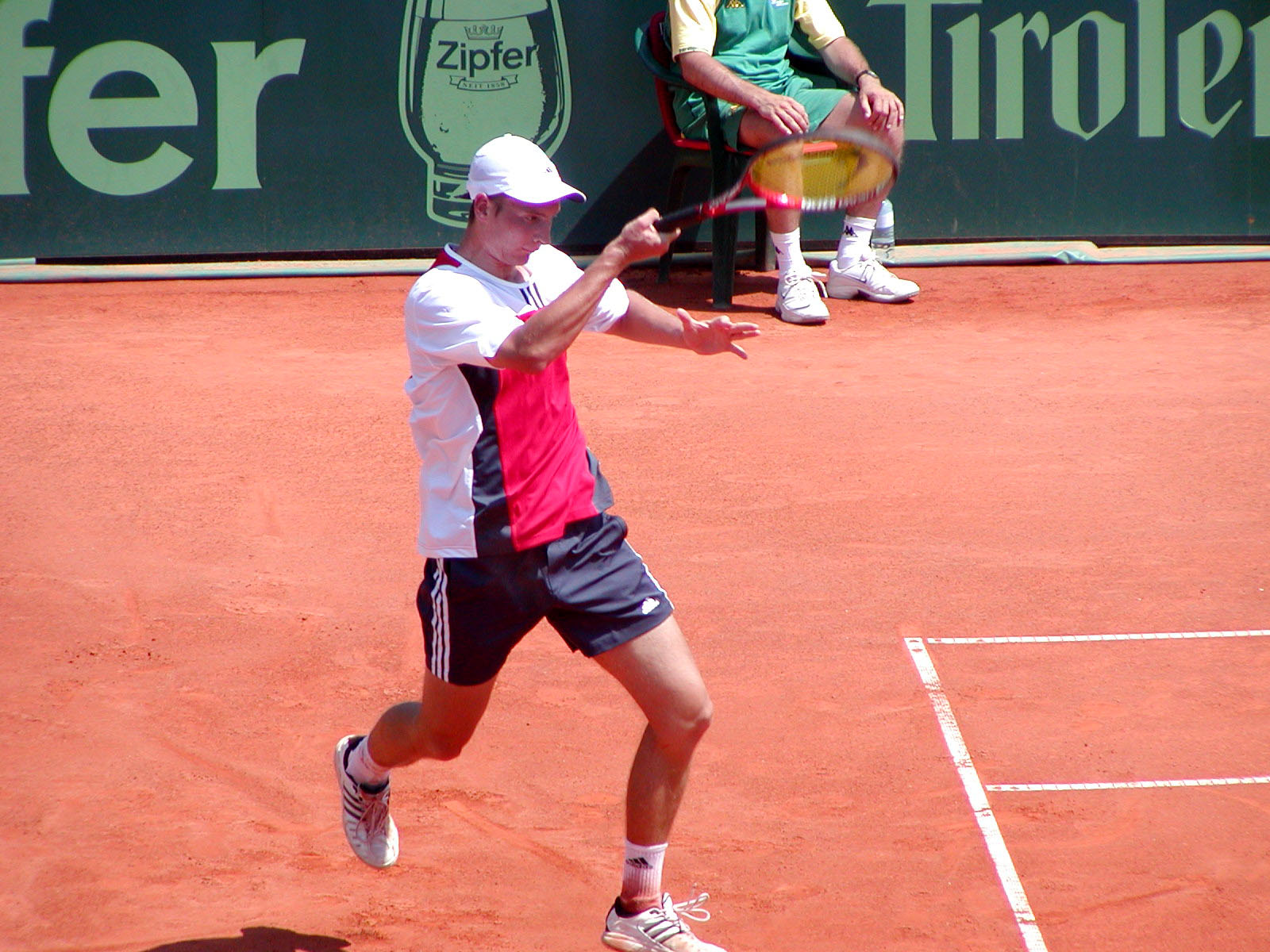
Němec Florian Mayer, 2004

S rekonstrukcí kategorií ATP od sezóny 2009, a na pozadí světové finanční krize, získala kitzbühelská místo v nižší kategorii ATP Tour 250. Během prosince 2009 pak odkoupil pořadatelskou licenci obnovený Open de Nice Côte d’Azur. V roce 2010 se tak v Kitzbühelu uskutečnil pouze challenger. Organizátorům se však podařilo získat nového finančního partnera, internetovou sázkovou společnost bet-at-home.com, a v sezóně 2011 se událost vrátila na túru ATP do kategorie 250. Ředitelem turnaje se od daného ročníku stal bývalý daviscupový reprezentant Alexander Antonitsch. V sezóně 2015 na pozici generálního sponzora spolupráci obnovila pojišťovací síť Generali Group.

## Vývoj názvu turnaje
- 1970: Alpenländer-Pokal
- 1971–1988: Head Cup, titulární partner HEAD
- 1989–1993: Philips Head Cup, titulární partneři Philips a HEAD
- 1994–2006: Generali Open, titulární partner Generali
- 2007–2008: Austrian Open
- 2009: Interwetten Austrian Open, titulární partner Interwetten
- 2010: Austrian Open
- 2011–2014: bet-at-home Cup, titulární partner bet-at-home.com
- od 2015: Generali Open, titulární partner Generali[1]

## Místa konání
- 1894–1914: Praha
- 1920–1951: Vídeň
- 1952: Salcburk
- 1953–1957: Vídeň
- 1958: Pörtschach
- 1959: Kitzbühel
- 1960: Pörtschach
- 1961: Kitzbühel
- 1962: Štýrský Hradec
- 1963: Pörtschach
- 1964: Vídeň
- 1965: Kitzbühel
- 1966: Pörtschach
- 1967: Kitzbühel
- 1968: Pörtschach
- od 1969: Kitzbühel

## Přehled finále

### Dvouhra
| Rok  | vítěz                            | finalista                        | výsledek                                   |         |
| ---- | -------------------------------- | -------------------------------- | ------------------------------------------ | ------- |
| 1894 | Harold William Gandon            | H. Voss                          | 6–0, 6–1, 6–3                              |         |
| 1895 | Conway W. Blackwood Price        | Harold William Gandon            | 6–1, 6–2, 6–4                              |         |
| 1896 | Herbert Dering                   | Maurice F. Day                   | 6–3, 6–0skreč                              |         |
| 1897 | Herbert Dering                   | Harold William Gandon            | 6–3, 6–1skreč                              |         |
| 1898 | Jorge André                      | Rolf Kinzl                       | 6–1, 0–6, 6–3, 6–3                         |         |
| 1899 | Herbert Dering                   | Alfred Ringhoffer                | 1–6, 6–0, 7–5                              |         |
| 1900 | Major Ritchie                    | Herbert Dering                   | bez boje                                   |         |
| 1901 | Major Ritchie                    | Kurt von Wessely                 | 6–1, 6–2, 6–1                              |         |
| 1902 | Major Ritchie                    | Frederick W. Payn                | 6–3, 6–2, 6–4                              |         |
| 1903 | Major Ritchie                    | Kurt von Wessely                 | 6–0, 6–0, 6–2                              |         |
| 1904 | Herbert Roper Barrett            | Major Ritchie                    | 1–6, 6–2, 3–0skreč                         |         |
| 1905 | Major Ritchie                    | Kurt von Wessely                 | 6–3, 8–6, 6–4                              |         |
| 1906 | Tony Wilding                     | Major Ritchie                    | 7–5, 2–6, 7–5, 6–3                         |         |
| 1907 | Tony Wilding                     | Oscar Kreuzer                    | 6–1, 6–1, 6–1                              |         |
| 1908 | nehráno                          | nehráno                          | nehráno                                    |         |
| 1909 | Kurt von Wessely                 | Felix Pipes                      | 8–6, 6–1, 7–5                              |         |
| 1910 | Heinrich Kleinschroth            | Jaroslav Just                    | 6–2, 6–1, 6–1                              |         |
| 1911 | Heinrich Kleinschroth            | Oscar Kreuzer                    | 5–7, 3–6, 6–1skreč                         |         |
| 1912 | Otto Froitzheim                  | Oscar Kreuzer                    | 6–1, 6–1skreč                              |         |
| 1913 | Oscar Kreuzer                    | Felix Pipes                      | 8–6, 6–1, 7–5                              |         |
| 1914 | Oscar Kreuzer                    | Heinrich Kleinschroth            | 6–2, 7–5, 6–4                              |         |
| 1914 | nehráno pro první světovou válku | nehráno pro první světovou válku | nehráno pro první světovou válku           |         |
| 1919 | nehráno pro první světovou válku | nehráno pro první světovou válku | nehráno pro první světovou válku           |         |
| 1920 | Ludwig von Salm-Hoogstraeten     | Rolf Kinzl                       | 6–4, 6–4, 6–1                              |         |
| 1921 | Robert Kleinschroth              | Heinrich Kleinschroth            | 7–5, 8–6                                   |         |
| 1922 | Béla von Kehrling                | Paul Brick                       | 6–1, 6–2, 6–2                              |         |
| 1923 | Oscar Kreuzer                    | Friedrich Röhrer                 | 6–4, 6–1, 6–3                              |         |
| 1924 | Uberto de Morpurgo               | Béla von Kehrling                | 4–6, 6–3, 6–1, 6–4                         |         |
| 1925 | Jan Koželuh                      | Pavel Macenauer                  | bez boje                                   |         |
| 1926 | Jan Koželuh                      | Willy Winterstein                | 6–2, 6–1, 6–3                              |         |
| 1927 | Roger George                     | Antoine Gentien                  | 6–4, 6–3, 2–6, 1–6, 6–0                    |         |
| 1928 | Henri Cochet                     | Franz-Wilhelm Matejka            | 6–4, 6–2, 4–6, 6–4                         |         |
| 1929 | Henri Cochet                     | Franz-Wilhelm Matejka            | 6–3, 7–5, 6–3                              |         |
| 1930 | Bill Tilden                      | Franz-Wilhelm Matejka            | 6–2, 8–6, 6–4                              |         |
| 1931 | Henri Cochet                     | Roderich Menzel                  | 4–6, 6–1, 6–1, 6–4                         |         |
| 1932 | Emmanuel du Plaix                | Roderich Menzel                  | bez boje                                   |         |
| 1933 | Daniel Prenn                     | Herbert Kinzl                    | 6–1, 5–7, 6–3, 6–1                         |         |
| 1934 | Franz-Wilhelm Matejka            | Georg Felix von Metaxa           | 6–3, 4–6, 5–7, 6–3, 6–4                    |         |
| 1935 | Giovanni Palmieri                | Giorgio de Stefani               | 6–4, 4–6, 6–1, 7–5                         |         |
| 1936 | Adam Baworowski                  | Georg Felix von Metaxa           | 3–6, 6–1, 1–6, 6–3, 6–1                    |         |
| 1937 | Ottó Szigeti                     | Hans Redl                        | 8–6, 5–7, 6–0, 6–2                         |         |
| 1938 | nehráno                          | nehráno                          | nehráno                                    |         |
| 1948 | nehráno                          | nehráno                          | nehráno                                    |         |
| 1949 | Dragutin Mitić                   | Josip Palada                     | 8–6, 7–5, 7–5                              |         |
| 1950 | Fred Kovaleski                   | Irvin Dorfman                    | 2–6, 5–7, 6–1, 6–4, 6–3                    |         |
| 1951 | Fred Huber                       | Enzo Pautassi                    | 6–3, 6–3, 6–4                              |         |
| 1952 | Jaroslav Drobný                  | Eric Sturgess                    | 6–2, 4–6, 2–6, 6–4, 6–0                    |         |
| 1953 | nehráno                          | nehráno                          | nehráno                                    | nehráno |
| 1954 | Kurt Nielsen                     | Malcolm Fox                      | 6–3, 7–5, 6–1                              |         |
| 1955 | Władysław Skonecki               | Luis Ayala                       | 6–3, 6–2, 4–6, 6–2                         |         |
| 1956 | Fred Huber                       | Lew Hoad                         | 6–2, 6–4, 8–6                              |         |
| 1957 | Lew Hoad                         | Jaroslav Drobný                  | 6–3, 6–3, 6–3                              |         |
| 1958 | Jaroslav Drobný                  | Ramanathan Krishnan              | 6–3, 3–6, 6–3, 6–4                         |         |
| 1959 | Budge Patty                      | Ladislav Legenstein              | 8–6, 6–1, 6–2                              |         |
| 1960 | Billy Knight                     | Budge Patty                      | 6–2, 6–3, 3–6, 6–3                         |         |
| 1961 | Roy Emerson                      | Rod Laver                        | 6–3, 6–3, 3–6, 0–6, 6–2                    |         |
| 1962 | Ingo Buding                      | Alan Lane                        | 6–1, 6–2                                   |         |
| 1963 | Fred Stolle                      | Bob Hewitt                       | 6–2, 7–5, 6–1                              |         |
| 1964 | Boro Jovanović                   | Giuseppe Merlo                   | 4–6, 6–3, 6–3, 6–0                         |         |
| 1965 | Wilhelm Bungert                  | Bob Hewitt                       | 5–7, 5–7, 6–4, 6–3, 6–3                    |         |
| 1966 | Ion Țiriac                       | István Gulyás                    | 6–4, 10–8, 9–7                             |         |
| 1967 | Martin Mulligan                  | Wilhelm Bungert                  | 6–2, 6–2, 2–6, 6–4                         |         |
| 1968 | Martin Mulligan                  | Wilhelm Bungert                  | 6–2, 6–2, 6–3                              |         |
| 1969 | Manuel Santana                   | Manuel Orantes                   | 6–4, 6–2, 6–3                              |         |
| 1970 | Željko Franulović                | John Alexander                   | 6–4, 9–7, 6–4                              |         |
| 1971 |                                  | Clark Graebner Manuel Orantes    | 6–1, 7–5, 6–7, 6–7, 4–4, nedohráno pro tmu |         |
| 1972 | Colin Dibley                     | Dick Crealy                      | 6–1, 6–3, 6–4                              |         |
| 1973 |                                  | Manuel Orantes Raúl Ramírez      | nehráno pro déšť                           |         |
| 1974 | Balázs Taróczy                   | Onny Parun                       | 6–1, 6–4, 6–4                              |         |
| 1975 | Adriano Panatta                  | Jan Kodeš                        | 2–6, 6–2, 7–5, 6–4                         |         |
| 1976 | Manuel Orantes                   | Jan Kodeš                        | 7–6, 6–2, 7–6                              |         |
| 1977 | Guillermo Vilas                  | Jan Kodeš                        | 5–7, 6–2, 4–6, 6–3, 6–2                    |         |
| 1978 | Chris Lewis                      | Vladimír Zedník                  | 6–1, 6–4, 6–0                              |         |
| 1979 | Vitas Gerulaitis                 | Pavel Složil                     | 6–2, 6–2, 6–4                              |         |
| 1980 | Guillermo Vilas                  | Ivan Lendl                       | 6–3, 6–2, 6–2                              |         |
| 1981 | John Fitzgerald                  | Guillermo Vilas                  | 3–6, 6–3, 7–5                              |         |
| 1982 | Guillermo Vilas                  | Marcos Hocevar                   | 7–6, 6–1                                   |         |
| 1983 | Guillermo Vilas                  | Henri Leconte                    | 7–6, 4–6, 6–4                              |         |
| 1984 | José Higueras                    | Víctor Pecci                     | 7–5, 3–6, 6–1                              |         |
| 1985 | Pavel Složil                     | Michael Westphal                 | 7–5, 6–2                                   |         |
| 1986 | Miloslav Mečíř                   | Andrés Gómez                     | 6–4, 4–6, 6–1, 2–6, 6–3                    |         |
| 1987 | Emilio Sánchez                   | Miloslav Mečíř                   | 6–4, 6–1, 4–6, 6–1                         |         |
| 1988 | Kent Carlsson                    | Emilio Sánchez                   | 6–1, 6–1, 4–6, 4–6, 6–3                    |         |
| 1989 | Emilio Sánchez                   | Martín Jaite                     | 7–6, 6–1, 2–6, 6–2                         |         |
| 1990 | Horacio de la Peña               | Karel Nováček                    | 6–4, 7–6, 2–6, 6–2                         |         |
| 1991 | Karel Nováček                    | Magnus Gustafsson                | 7–6(7–2), 7–6(7–4), 6–2                    |         |
| 1992 | Pete Sampras                     | Alberto Mancini                  | 6–3, 7–5, 6–3                              |         |
| 1993 | Thomas Muster                    | Javier Sánchez                   | 6–3, 7–5, 6–4                              |         |
| 1994 | Goran Ivanišević                 | Fabrice Santoro                  | 6–2, 4–6, 4–6, 6–3, 6–2                    |         |
| 1995 | Albert Costa                     | Thomas Muster                    | 4–6, 6–4, 7–6(7–3), 2–6, 6–4               |         |
| 1996 | Alberto Berasategui              | Àlex Corretja                    | 6–2, 6–4, 6–4                              |         |
| 1997 | Filip Dewulf                     | Julián Alonso                    | 7–6(7–2), 6–4, 6–1                         |         |
| 1998 | Albert Costa                     | Andrea Gaudenzi                  | 6–2, 1–6, 6–2, 3–6, 6–1                    |         |
| 1999 | Albert Costa                     | Fernando Vicente                 | 7–5, 6–2, 6–7(5–7), 7–6(7–4)               |         |
| 2000 | Àlex Corretja                    | Emilio Benfele Álvarez           | 6–3, 6–1, 3–0skreč                         |         |
| 2001 | Nicolás Lapentti                 | Albert Costa                     | 1–6, 6–4, 7–5, 7–5                         |         |
| 2002 | Àlex Corretja                    | Juan Carlos Ferrero              | 6–4, 6–1, 6–3                              |         |
| 2003 | Guillermo Coria                  | Nicolás Massú                    | 6–1, 6–4, 6–2                              |         |
| 2004 | Nicolás Massú                    | Gastón Gaudio                    | 7–6(7–3), 6–4                              |         |
| 2005 | Gastón Gaudio                    | Fernando Verdasco                | 2–6, 6–2, 6–4, 6–4                         |         |
| 2006 | Agustín Calleri                  | Juan Ignacio Chela               | 7–6(11–9), 6–2, 6–3                        |         |
| 2007 | Juan Mónaco                      | Potito Starace                   | 5–7, 6–3, 6–4                              |         |
| 2008 | Juan Martín del Potro            | Jürgen Melzer                    | 6–2, 6–1                                   |         |
| 2009 | Guillermo García-López           | Julien Benneteau                 | 3–6, 7–6(7–1), 6–3                         |         |
| 2010 | Andreas Seppi                    | Victor Crivoi                    | 6–2, 6–1                                   |         |
| 2011 | Robin Haase                      | Albert Montañés                  | 6–4, 4–6, 6–1                              |         |
| 2012 | Robin Haase                      | Philipp Kohlschreiber            | 6–7(2–7), 6–3, 6–2                         |         |
| 2013 | Marcel Granollers                | Juan Mónaco                      | 0–6, 7–6(7–3), 6–4                         |         |
| 2014 | David Goffin                     | Dominic Thiem                    | 4–6, 6–1, 6–3                              |         |
| 2015 | Philipp Kohlschreiber            | Paul-Henri Mathieu               | 2–6, 6–2, 6–2                              |         |
| 2016 | Paolo Lorenzi                    | Nikoloz Basilašvili              | 6–3, 6–4                                   |         |
| 2017 | Philipp Kohlschreiber            | João Sousa                       | 6–3, 6–4                                   |         |
| 2018 | Martin Kližan                    | Denis Istomin                    | 6–2, 6–2                                   |         |
| 2019 | Dominic Thiem                    | Albert Ramos-Viñolas             | 7–6(7–0), 6–1                              |         |
| 2020 | Miomir Kecmanović                | Yannick Hanfmann                 | 6–4, 6–4                                   |         |
| 2021 | Casper Ruud                      | Pedro Martínez                   | 6–1, 4–6, 6–3                              |         |
| 2022 | Roberto Bautista Agut            | Filip Misolic                    | 6–2, 6–2                                   |         |
| 2023 | Sebastián Báez                   | Dominic Thiem                    | 6–3, 6–1                                   |         |
| 2024 | Matteo Berrettini                | Hugo Gaston                      | 7–5, 6–3                                   |         |
| 2025 | Alexandr Bublik                  | Arthur Cazaux                    | 6–4, 6–3                                   |         |

### Čtyřhra
| Rok  | vítězové                              | finalisté                                  | výsledek                |
| ---- | ------------------------------------- | ------------------------------------------ | ----------------------- |
| 1970 | John Alexander Phil Dent              | Željko Franulović Jan Kodeš                | 10–8, 6–2, 6–4          |
| 1971 | Clark Graebner Ion Țiriac             |                                            |                         |
| 1972 | Jürgen Fassbender Hans-Jürgen Pohmann | Malcolm J. Anderson Geoff Masters          | 7–6, 6–4, 6–4           |
| 1973 | Jim McManus Raúl Ramírez              | Jose Mandarino Tito Vázquez                | 6–2, 6–2, 6–3           |
| 1974 | Iván Molina Jairo Velasco, st.        | František Pála Balázs Taróczy              | 2–6, 7–6, 6–4, 6–4      |
| 1975 | Paolo Bertolucci Adriano Panatta      | Patrice Dominguez François Jauffret        | 6–2, 6–2, 7–6           |
| 1976 | Jiří Hřebec Jan Kodeš                 | Jürgen Fassbender Hans-Jürgen Pohmann      | 6–7, 6–2, 6–4           |
| 1977 | Buster Mottram Roger Taylor           | Colin Dowdeswell Chris Kachel              | 7–6, 6–4                |
| 1978 | Mike Fishbach Chris Lewis             | Pavel Hutka Pavel Složil                   | 6–7, 6–4, 6–3           |
| 1979 | Željko Franulović Heinz Günthardt     | Dick Crealy Antonio Zugarelli              | 6–2, 6–4                |
| 1980 | David Carter Paul Kronk               | Marko Ostoja Louk Sanders                  | 7–6, 6–1                |
| 1981 | David Carter Paul Kronk               | Marko Ostoja Louk Sanders                  | 7–6, 6–1                |
| 1982 | Mark Edmondson Kim Warwick            | Rod Frawley Pavel Složil                   | 7–6, 6–1                |
| 1983 | Wojciech Fibak Pavel Složil           | Colin Dowdeswell Zoltán Kuhárszky          | 7–5, 6–2                |
| 1984 | Henri Leconte Pascal Portes           | Colin Dowdeswell Wojciech Fibak            | 2–6, 7–6, 7–6           |
| 1985 | Emilio Sánchez Sergio Casal           | Paolo Canè Claudio Panatta                 | 6–3, 3–6, 6–2           |
| 1986 | Heinz Günthardt Tomáš Šmíd            | Hans Gildemeister Andrés Gómez             | 4–6, 6–3, 7–6           |
| 1987 | Emilio Sánchez Sergio Casal           | Miloslav Mečíř Tomáš Šmíd                  | 7–6, 7–6                |
| 1988 | Emilio Sánchez Sergio Casal           | Joakim Nyström Claudio Panatta             | 6–4, 7–5                |
| 1989 | Emilio Sánchez Javier Sánchez         | Petr Korda Tomáš Šmíd                      | 7–5, 7–6                |
| 1990 | Javier Sánchez Éric Winogradsky       | Francisco Clavet Horst Skoff               | 7–6, 6–2                |
| 1991 | Tomás Carbonell Francisco Roig        | Pablo Arraya Dmitrij Poljakov              | 6–7, 6–2, 6–4           |
| 1992 | Sergio Casal Emilio Sánchez           | Horacio de la Peña Vojtěch Flégl           | 6–1, 6–2                |
| 1993 | Juan Garat Roberto Saad               | Marius Barnard Tom Mercer                  | 4–6, 6–3, 3–6           |
| 1994 | David Adams Andrej Ol'chovskij        | Sergio Casal Emilio Sánchez                | 6–1, 6–2                |
| 1995 | Francisco Montana Greg Van Emburgh    | Jordi Arrese Wayne Arthurs                 | 6–7, 6–3, 7–6           |
| 1996 | Libor Pimek Byron Talbot              | David Adams Menno Oosting                  | 7–6, 6–3                |
| 1997 | Wayne Arthurs Richard Fromberg        | Thomas Buchmayer Thomas Strengberger       | 6–4, 6–3                |
| 1998 | Tom Kempers Daniel Orsanic            | Joshua Eagle Andrew Kratzmann              | 6–3, 6–4                |
| 1999 | Chris Haggard Peter Nyborg            | Álex Calatrava Dušan Vemić                 | 6–3, 6–7(4–7), 7–6(7–4) |
| 2000 | Pablo Albano Cyril Suk                | Joshua Eagle Andrew Florent                | 6–3, 3–6, 6–3           |
| 2001 | Àlex Corretja Luis Lobo               | Simon Aspelin Andrew Kratzmann             | 6–1, 6–4                |
| 2002 | Robbie Koenig Thomas Šimada           | Lucas Arnold Ker Àlex Corretja             | 7–6(7–3), 6–4           |
| 2003 | Martin Damm Cyril Suk                 | Jürgen Melzer Alexander Peya               | 6–4, 6–4                |
| 2004 | František Čermák Leoš Friedl          | Lucas Arnold Ker Martín García             | 6–3, 7–5                |
| 2005 | Leoš Friedl Andrei Pavel              | Christophe Rochus Olivier Rochus           | 6–2, 6–7, 6–0           |
| 2006 | Philipp Kohlschreiber Stefan Koubek   | Oliver Marach Cyril Suk                    | 6–2, 6–3                |
| 2007 | Luis Horna Potito Starace             | Tomas Behrend Christopher Kas              | 7–6, 7–6                |
| 2008 | James Cerretani Victor Hănescu        | Lucas Arnold Ker Olivier Rochus            | 6–3, 7–5                |
| 2009 | Marcelo Melo André Sá                 | Andrei Pavel Horia Tecău                   | 7–6(11–9), 6–2, [10–7]  |
| 2010 | Dustin Brown Rogier Wassen            | Hans Podlipnik Castillo Max Raditschnigg   | 3–6, 7–5, [10–7]        |
| 2011 | Daniele Bracciali Santiago González   | Franco Ferreiro André Sá                   | 7–6(7–1), 4–6, [11–9]   |
| 2012 | František Čermák Julian Knowle        | Dustin Brown Paul Hanley                   | 7–6(7–4), 3–6, [12–10]  |
| 2013 | Martin Emmrich Christopher Kas        | František Čermák Lukáš Dlouhý              | 6–4, 6–3                |
| 2014 | Henri Kontinen Jarkko Nieminen        | Daniele Bracciali Andrej Golubjev          | 6–1, 6–4                |
| 2015 | Nicolás Almagro Carlos Berlocq        | Robin Haase Henri Kontinen                 | 5–7, 6–3, [11–9]        |
| 2016 | Wesley Koolhof Matwé Middelkoop       | Dennis Novak Dominic Thiem                 | 2–6, 6–3, [11–9]        |
| 2017 | Pablo Cuevas Guillermo Durán          | Hans Podlipnik-Castillo Andrej Vasilevskij | 6–4, 4–6, [12–10]       |
| 2018 | Roman Jebavý Andrés Molteni           | Daniele Bracciali Federico Delbonis        | 6–2, 6–4                |
| 2019 | Philipp Oswald Filip Polášek          | Sander Gillé Joran Vliegen                 | 6–4, 6–4                |
| 2020 | Austin Krajicek Franko Škugor         | Marcel Granollers Horacio Zeballos         | 7–6(7–5), 7–5           |
| 2021 | Alexander Erler Lucas Miedler         | Roman Jebavý Matwé Middelkoop              | 7–5, 7–6(7–5)           |
| 2022 | Pedro Martínez Lorenzo Sonego         | Tim Pütz Michael Venus                     | 5–7, 6–4, [10–8]        |
| 2023 | Alexander Erler Lucas Miedler         | Gonzalo Escobar Oleksandr Nedověsov        | 6–4, 6–4                |
| 2024 | Alexander Erler Andreas Mies          | Constantin Frantzen Hendrik Jebens         | 6–3, 3–6, [10–6]        |
| 2025 | Petr Nouza Patrik Rikl                | Neil Oberleitner Joel Schwärzler           | 1–6, 7–6(7–3), [10–5]   |

## Rekordy (otevřená éra)
| Dvouhra                  | Dvouhra  | Dvouhra                                        |
| Rekord                   | Rekord   | držitelé rekordu                               |
| ------------------------ | -------- | ---------------------------------------------- |
| Nejvíce titulů           | 4        | Guillermo Vilas                                |
| Nejvíce vyhraných zápasů | 33       | Emilio Sánchez                                 |
| Nejmladší vítěz          | 19 let   | Juan Martín del Potro (2008)                   |
| Nejstarší vítěz          | 34 let   | Paolo Lorenzi (2016)                           |
| Nejvýše postavený vítěz  | 2. ATP   | Guillermo Vilas (1982) Goran Ivanišević (1994) |
| Nejníže postavený vítěz  | 191. ATP | Horacio de la Peña (1990)                      |